# 龙盘拉薹草
龙盘拉薹草（学名：Carex longpanlaensis）是莎草科薹草属的植物。分布于中国大陆的云南等地，生长于海拔3,000米至3,200米的地区，一般生于林下，目前尚未由人工引种栽培。